# Universitatea din Poitiers
Universitatea din Poitiers (în franceză Université de Poitiers) este o universitate din Poitiers, Noua-Aquitania, Franța. Aceasta este în prezent prezidată de profesorul Yves Jean. Aceasta este membră din 2015 a Universității Consolidate Leonardo da Vinci. Universitatea din Poitiers este una dintre cele mai vechi din Franța. Ea a fost fondată în 1431 și a fost dorită de regele Carol al VII-lea pentru a recompensa fidelitatea pe care a arătat-o întotdeauna provincia Poitou.

## Legături externe
- Site web oficial fr
- ENT Université de Poitiers
- Portail du SCD de l'Université de Poitiers